# Ophthalmitis
Ophthalmitis är ett släkte av fjärilar. Ophthalmitis ingår i familjen mätare.

## Bildgalleri

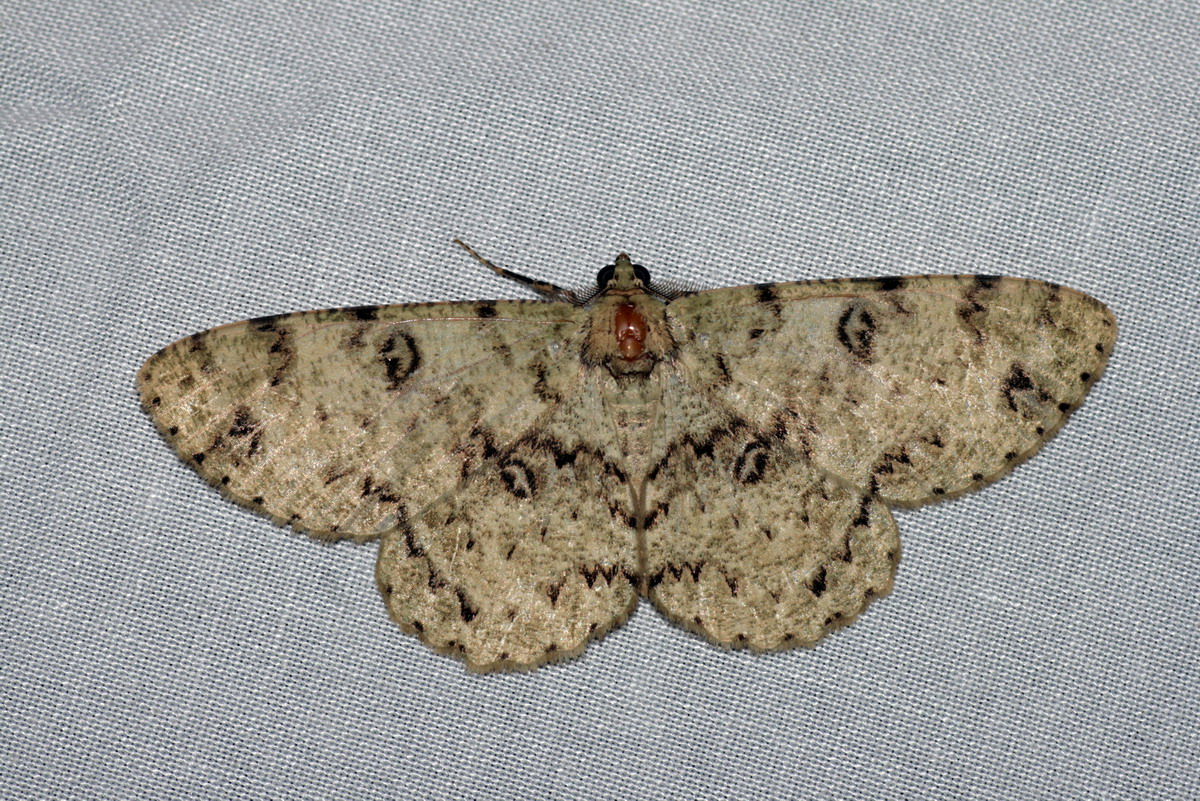
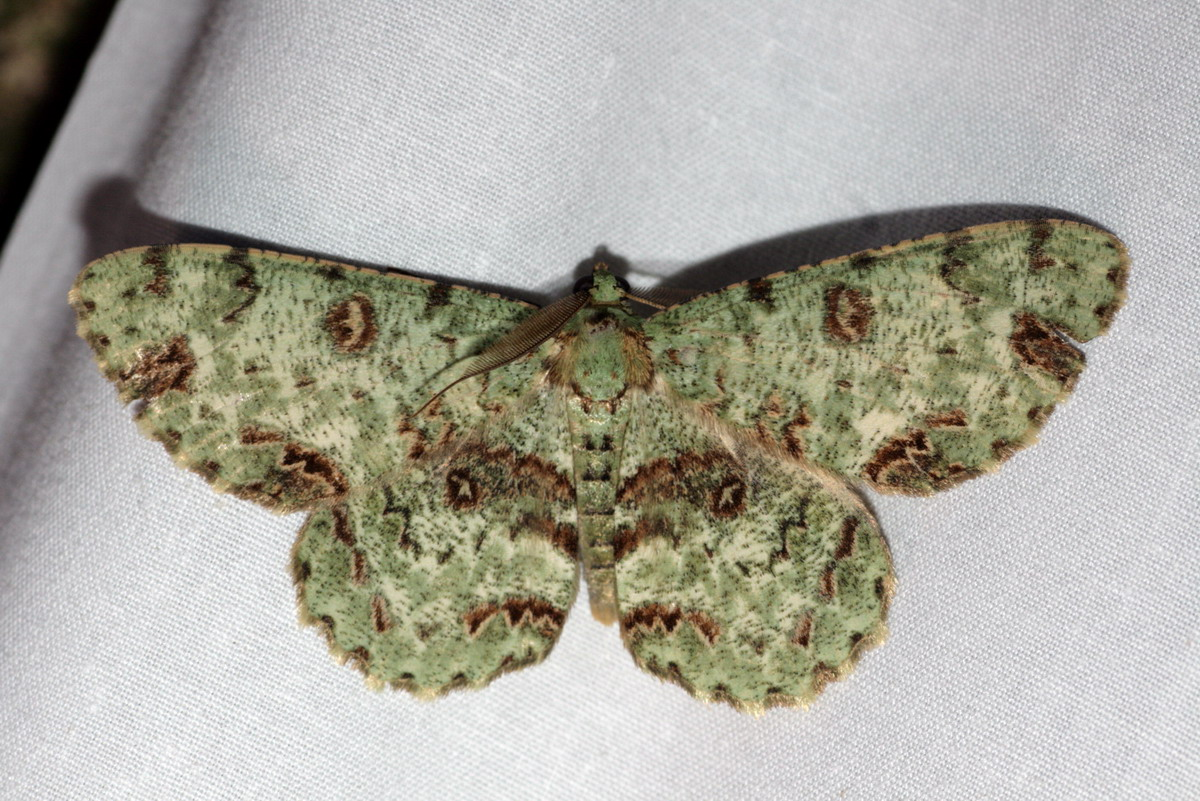
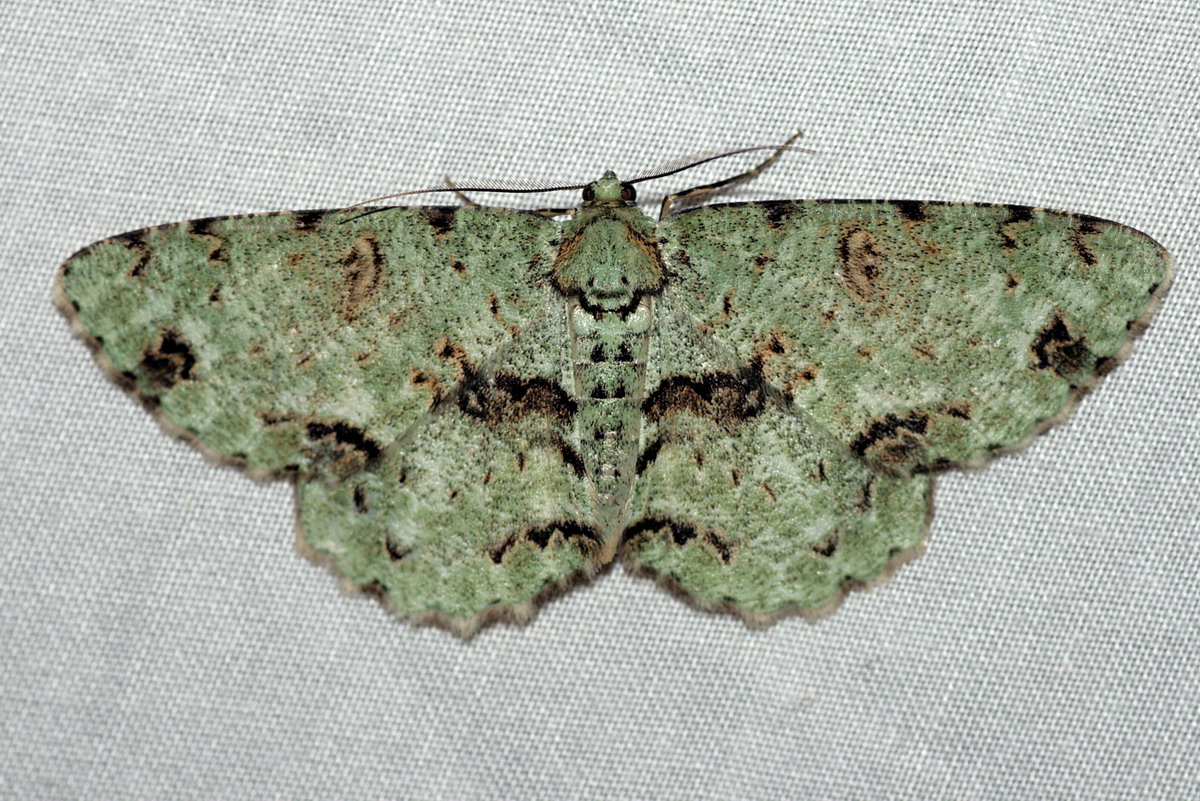
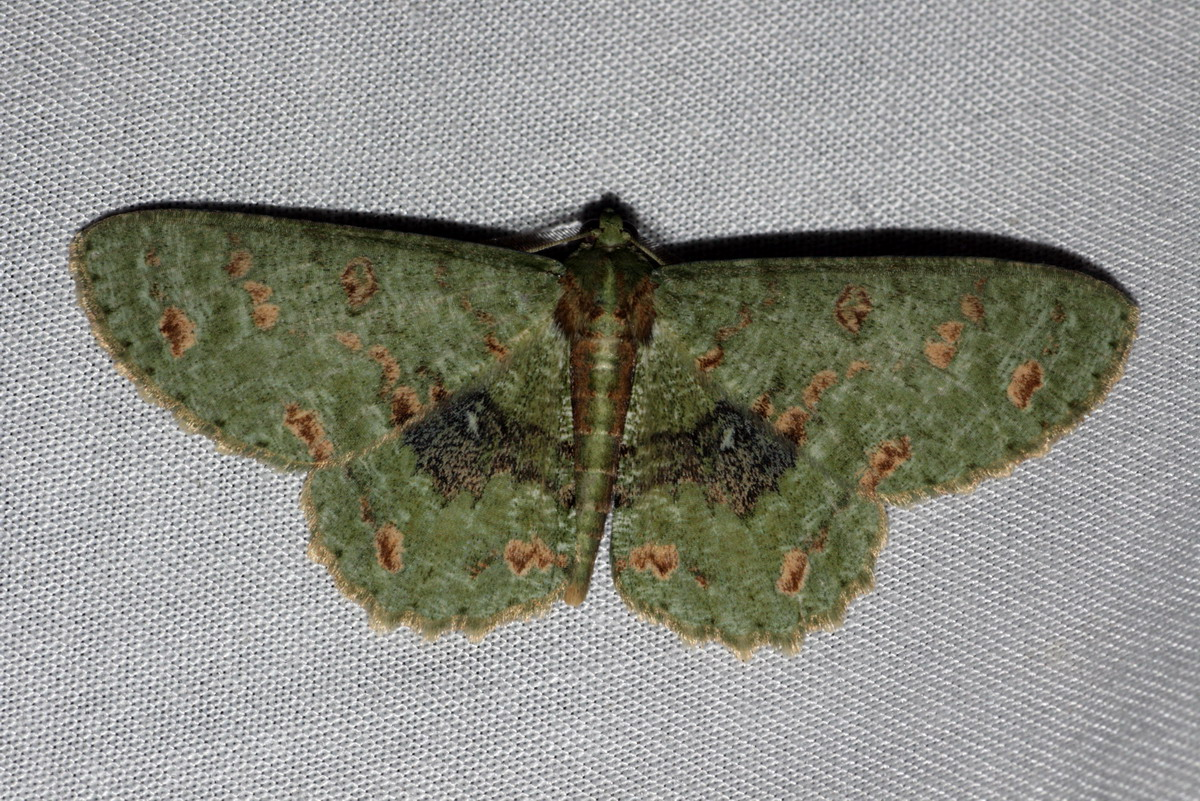

## Dottertaxa tillOphthalmitis, i alfabetisk ordning[1]
- Ophthalmitis abundantior
- Ophthalmitis albosignaria
- Ophthalmitis caritaria
- Ophthalmitis clararia
- Ophthalmitis cordularia
- Ophthalmitis diurnaria
- Ophthalmitis episcia
- Ophthalmitis exemptaria
- Ophthalmitis fasciata
- Ophthalmitis hedemanni
- Ophthalmitis herbidaria
- Ophthalmitis hypophayla
- Ophthalmitis infusaria
- Ophthalmitis irrorataria
- Ophthalmitis isorphnia
- Ophthalmitis juglandaria
- Ophthalmitis lectularia
- Ophthalmitis mundata
- Ophthalmitis ocellata
- Ophthalmitis pertusaria
- Ophthalmitis poliaria
- Ophthalmitis prasinospila
- Ophthalmitis pulsaria
- Ophthalmitis punctifascia
- Ophthalmitis ruficornis
- Ophthalmitis rufilauta
- Ophthalmitis saturniaria
- Ophthalmitis senex
- Ophthalmitis sinensium
- Ophthalmitis siniherbida
- Ophthalmitis specificaria
- Ophthalmitis striatifera
- Ophthalmitis subpicaria
- Ophthalmitis suppressaria
- Ophthalmitis xanthypochlora